# 小坂村 (兵庫県)
小坂村（おさかむら）は、兵庫県出石郡にあった村。現在の豊岡市出石町中心部の北西一帯にあたる。

## 地理
- 河川：出石川

## 歴史
- 1889年（明治22年）4月1日 - 町村制の施行により、島村・福居村・伊豆村・片間村・三木村・大谷村・丸谷村・中谷村・森井村・尾崎村・鳥居村・長砂村・水上村の区域をもって発足。
- 1957年（昭和32年）9月1日 - 出石町・室埴村および神美村の一部（大字宮内・坪井・袴狭・口小野・奥小野・安良・田多地）と合併し、改めて出石町が発足。同日小坂村廃止。

## 交通

### 鉄道路線
- 出石鉄道
  - 出石鉄道線（1944年から休止）
    - 小坂村駅 - 島口駅 - 鳥居駅